# Macaque de Barbarie
Macaca sylvanus · Magot
Espèce
Statut de conservation UICN

 EN A2bcd+4bcd : En danger
Répartition géographique
Statut CITES
Le macaque de Barbarie (Macaca sylvanus), également appelé magot ou macaque berbère, est un singe catarhinien de la famille des cercopithécidés.
Il est le seul macaque vivant sur le continent africain, à l'état sauvage dans les forêts méditerranéennes ou montagnardes du Maroc et de l'Algérie, ainsi que sur le rocher de Gibraltar, où il a été introduit il y a plusieurs siècles et représente avec l'humain (Homo sapiens) le seul primate d'Europe en liberté.
Les autres espèces du genre Macaca vivant principalement en Asie du Sud et du Sud-Est, il est considéré comme l'une des formes ancestrales du rameau des macaques qui sont apparus en Afrique il y a 5,5 millions d'années. Néanmoins, sa morphologie et son écologie témoignent d'une réelle adaptation aux conditions de vie dans l'Atlas au Maghreb et donc, bien que l'espèce soit toujours restée sur le continent des origines, elle diffère grandement des premiers macaques apparus.
L'espèce figure sur la liste rouge des espèces menacées d'extinction. Complètement disparue en Tunisie, elle est en déclin en Algérie et au Maroc.

## Description

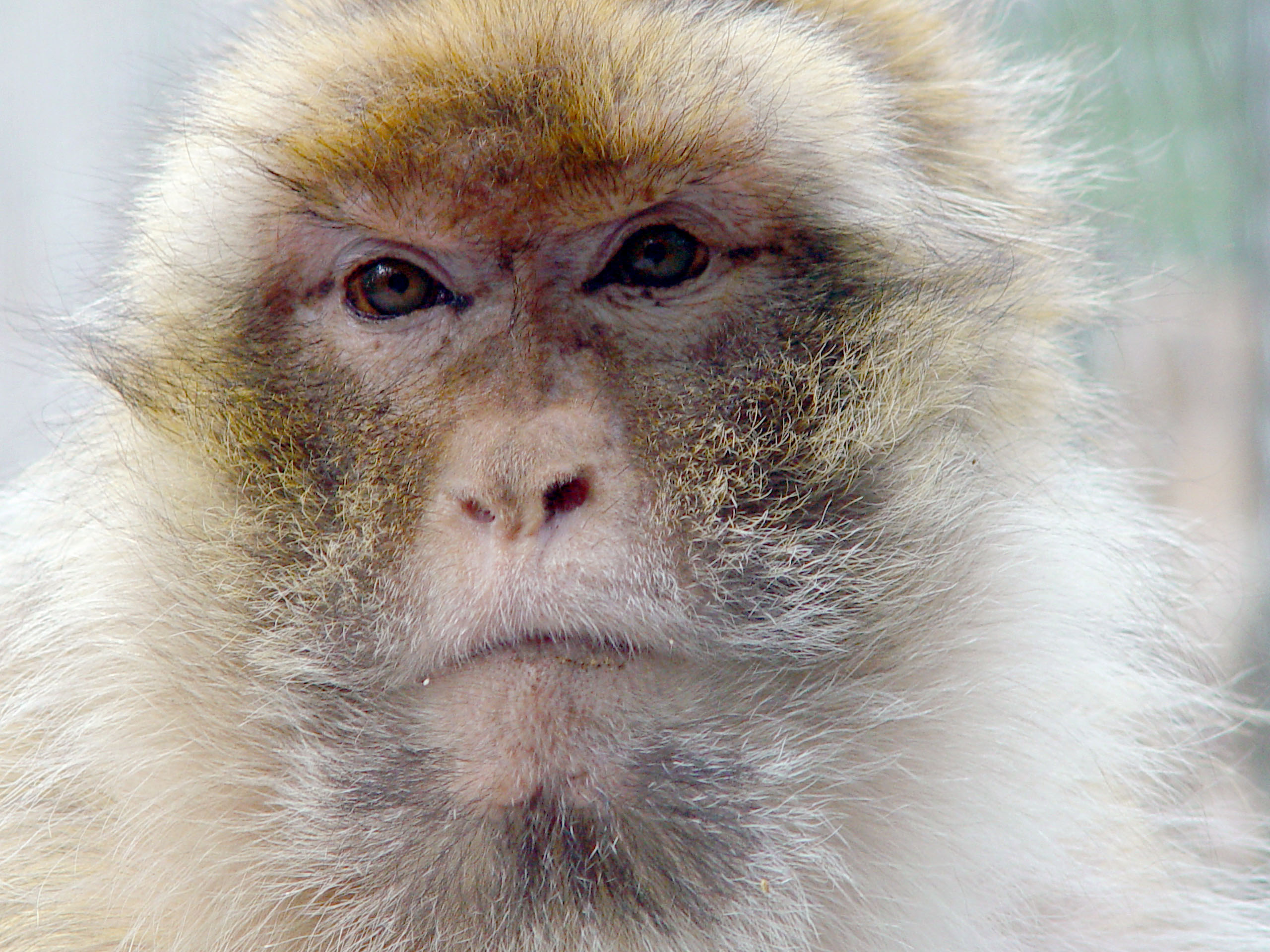
La pigmentation du faciès est très variable chez le macaque berbère.

Le pelage est de couleur ocre-fauve à presque noir, selon la saison et les individus. De manière générale la face ventrale est beaucoup plus claire que la face dorsale et l'extrémité des membres plus foncés. Le faciès est glabre et peut présenter une grande variété de taches et de pigmentation selon les individus.
Le macaque berbère présente un certain nombre d'adaptations morphologiques au froid liées à l'environnement montagnard où il vit, tempéré l'été et rigoureux l'hiver. De telles adaptations sont rares chez les primates et témoignent de la grande faculté d'adaptation des macaques, puisqu'on en connaît un autre exemple fameux avec le macaque japonais (Macaca fuscata), capable de survivre dans une épaisse neige. Les adaptations morphologiques du magot sont une réduction de la longueur de la queue et des doigts sur les quatre membres (qui pourraient geler s'ils étaient plus longs, la queue est, elle, quasi inexistante), un allongement relatif de la longueur de la colonne vertébrale par rapport aux membres (qui permet de maintenir la température du corps grâce à une posture en boule lors de la recherche alimentaire) et bien sûr d'un fort épaississement du pelage en saison froide.
Comme chez tous les macaques, les mâles sont plus lourds et plus puissants que les femelles, présentent un dimorphisme sexuel quant à la longueur des canines et ne restent pas toute leur vie dans le groupe social où ils sont nés. À l'inverse, les femelles demeurent toute leur vie au sein de leur groupe de naissance sauf en cas de scission du groupe en plusieurs sous-groupes.

### Mensurations
Poids
- Mâle : environ 17,0 kg (à l'age adulte)
- Femelle : environ 13,0 kg (à l'age adulte)

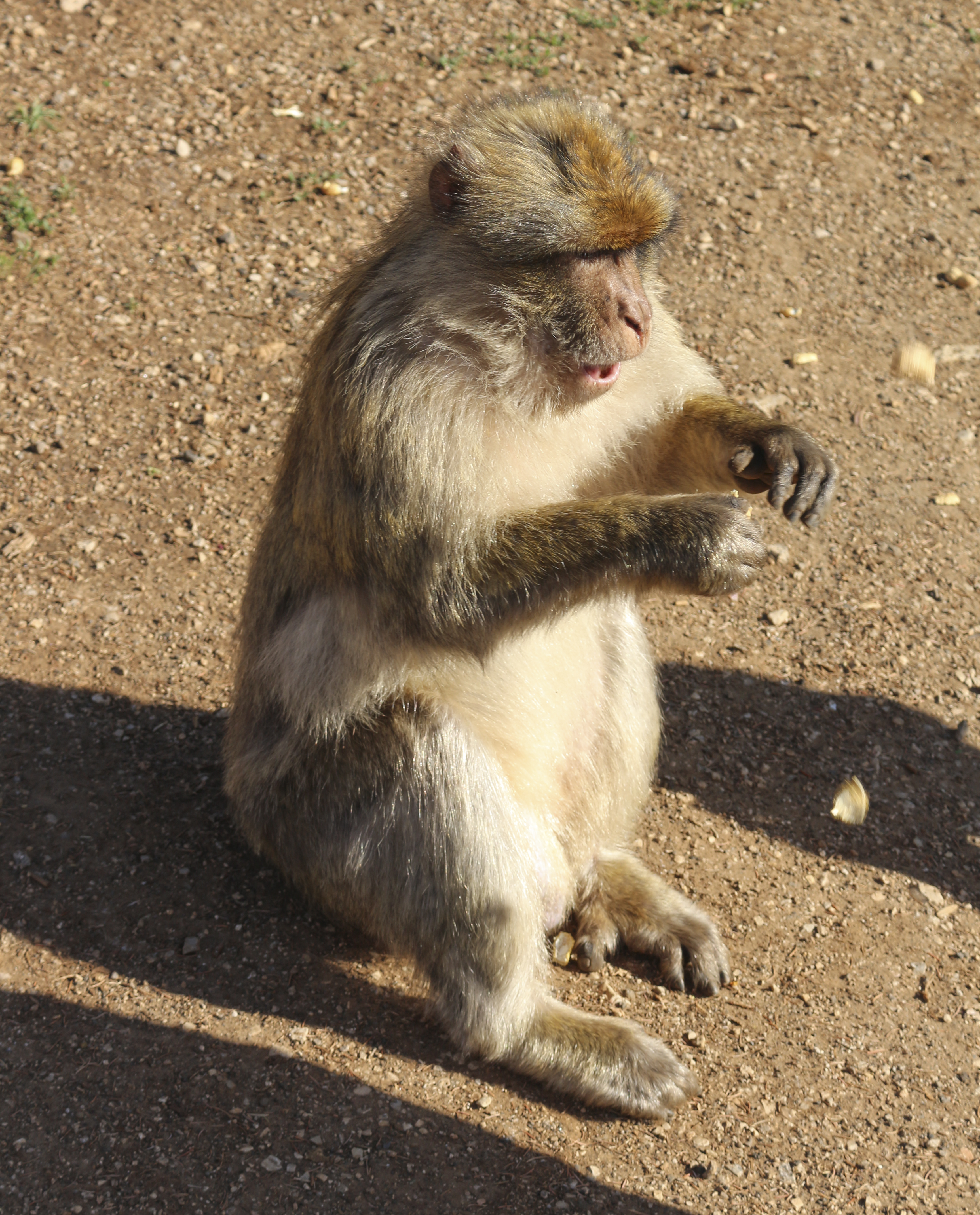
Macaque de Barbarie de la forêt de Michlifen dans le Moyen Atlas

Taille
- Longueur tête et corps :
  - Mâle : 550 à 640 mm
  - Femelle : 420 à 580 mm
- Longueur de la queue :
  - Mâle : 10 à 25 mm
  - Femelle : 0 à 20 mm

## Écologie et comportement

### Organisation sociale

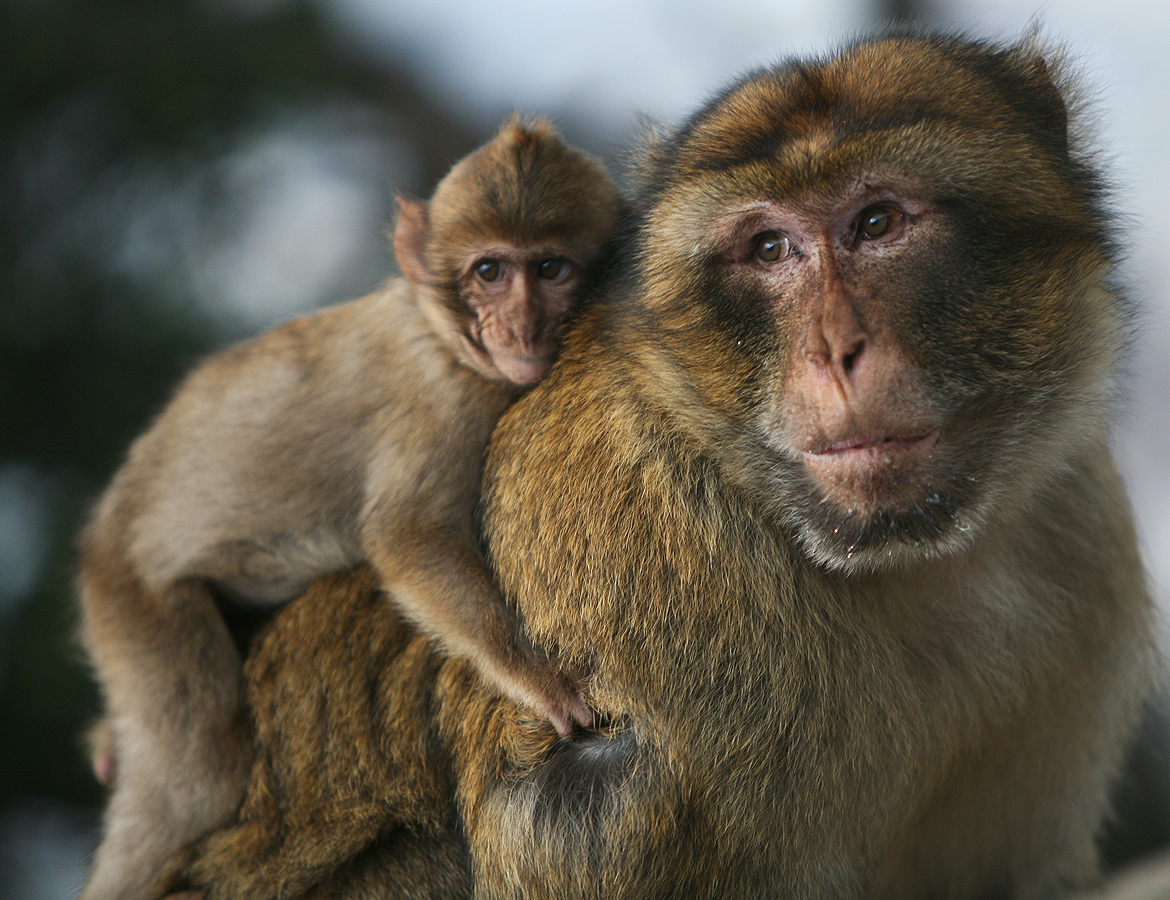
Un mâle adulte portant un jeune, comportement typique du macaque berbère, rare chez les autres macaques.

À l'état sauvage, les groupes comportent de 12 à 59 individus avec une valeur médiane de 24. Chaque membre du groupe tient une position hiérarchique particulière dans l'échelle de dominance sociale du groupe. Bien que les femelles magots étudiées en semi-liberté soient capables de dominer les femelles plus âgées de lignées maternelles de rang moins élevé (système matrilinéaire classique d'acquisition du rang de dominance), elles ne le font pas systématiquement, voire rarement, par rapport à leurs propres sœurs plus âgées comme c'est le cas chez les femelles macaque rhésus Macaca mulatta ou macaque japonais Macaca fuscata élevées dans des conditions similaires. Ceci est dû à une différence de soutien reçu lors des conflits pouvant opposer les jeunes sœurs à leurs aînées. En effet, les jeunes femelles macaques berbères, si elles reçoivent autant de soutien de la part des individus apparentés, en reçoivent beaucoup moins de la part des membres non apparentés dans de tels conflits que chez les macaques rhésus ou japonais. Il en résulte que chez le macaque berbère au sein d'une lignée maternelle, les femelles le plus âgées sont les plus dominantes alors que c'est le contraire chez les deux autres espèces de macaque mentionnées.
La migration des mâles a été bien documentée pour cette espèce. La plupart des migrations depuis le groupe natal vers un autre groupe ont lieu entre 5 et 8 ans, autour du moment de la puberté, mais, dans les groupes étudiés, seulement un tiers de l'ensemble des mâles effectuent cette migration. Le transfert a lieu principalement lors de la saison de reproduction d'octobre à décembre où ils cherchent d'emblée à interagir avec des femelles en œstrus. Une seconde migration dans la vie d'un individu est possible mais rare. Tous les mâles migrants rejoignent un autre groupe social et ne transitent pas par un groupe de mâles ni ne demeurent solitaires comme c'est parfois le cas chez d'autres macaques. Les taux de migration sont plus hauts lorsque le ratio des individus adultes par rapport à l'ensemble du groupe est élevé.
Les migrants ont une forte préférence pour les groupes sociaux où le nombre de mâles de leur âge est moins élevé que dans leur groupe natal, voire nul. Les études montrent que c'est plus l'évitement de la consanguinité que la compétition entre mâles qui est le moteur de ces migrations, car ce ne sont généralement pas des mâles dominés qui migrent ; par contre, les migrants ont souvent beaucoup de sœurs ou de femelles apparentées dans le groupe d'origine. Les mâles sans femelles apparentées n'émigrent quasiment jamais, et aucun indice ne prouve que les mâles migrants soient écartés du groupe par les autres membres. Le taux de mortalité n'est pas plus important parmi les migrants que chez les autres mâles. Le succès reproductif des migrants est similaire à celui des mâles natifs. La scission du groupe est une autre solution pour éviter la consanguinité, les mâles choisissant plus volontiers le sous-groupe comportant le moins de femelles apparentées.

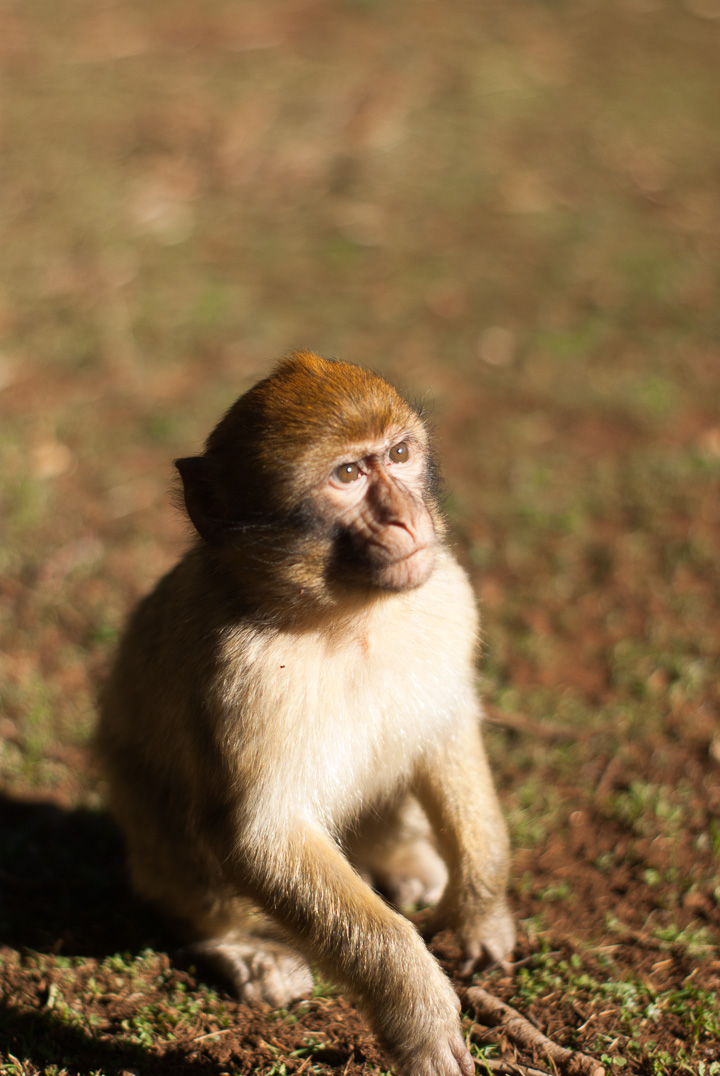
Magot, Ifrane, Maroc.

Entre mâles, les pics de comportements agressifs (on dit aussi agonistiques) surviennent le plus souvent au moment du rut (période de fécondation des femelles en novembre). L'espèce se caractérise par un comportement social très particulier (inhabituel dans la majorité des autres espèces de singes de l'ancien monde) impliquant deux mâles adultes et un juvénile. Ces interactions sont initiées par un mâle adulte qui prend sur son dos ou sur ses épaules un petit et va à la rencontre d'un autre mâle adulte. Les deux mâles adultes adoptent alors un comportement pacifique et l'excitation suscitée par la proximité entre ces gros mâles reste focalisée sur le petit.
De nombreuses études ont été entreprises pour expliquer ces particularismes propres aux mâles macaques berbères. D'une part, il a été montré que tous les mâles adultes et presque tous les pré-adultes établissent des relations privilégiées fortes avec au moins un petit, sans manifestation de préférence pour les petits apparentés (même lignage maternel) ou ceux des femelles avec lesquelles ils se sont accouplés. Le critère de choix semble plutôt résider dans la naissance précoce du bébé au cours de la saison de reproduction, le rang hiérarchique élevé de la mère et le fait qu'il s'agisse d'un petit mâle (les associations avec les bébés femelles sont plus rares et ont principalement cours s'il s'agit du bébé d'une femelle très dominante).
Certaines mères restreignent l'accès à leur petit vis-à-vis de certains mâles ce qui indique que l'association entre un mâle et un petit donné résulte aussi de la facilité d'interaction précoce. D'autre part, presque deux tiers des tout jeunes petits (avant douze semaines de vie) ont des contacts fréquents avec un ou plusieurs mâles. L'association d'un petit avec un mâle adulte ne semble pas nécessaire à la survie du petit et même, au contraire, un « charriage » excessif d'un très jeune bébé peut être une cause de jeûne et conduire à une mortalité néonatale. Ceci montre que les mâles adultes interagissent avec des bébés tout d'abord dans leur propre intérêt et non celui du bébé. Ce n'est que plus tard que le jeune pourra tirer un bénéfice de cette relation privilégiée.
Les mâles adultes utilisent le bébé comme moyen de médiation avec un autre mâle adulte, l'immunité dont jouissent les nouveau-nés au sein du groupe abaissant le risque d'agression entre les deux adultes. Des mâles ont même été décrits interagissant avec des bébés déjà morts avant leur prise de contact et même des souches calcinées imitant grossièrement le gabarit d'un petit. La fonction d'inhibition ou de modification de l'agression a été démontrée car le mâle à l'initiative de l'interaction est le plus souvent de position hiérarchique inférieure, qu'il choisit plus spécifiquement le petit privilégié du mâle avec lequel il va interagir et que ces comportements triadiques sont plus fréquents en période d'accouplement, là où les tensions entre mâles sont maximales. En grandissant, les liens tissés entre le mâle adulte et le jeune peuvent profiter à ce dernier en tant que partenaire privilégié lors des coalitions. Cependant, la fonction de ces relations triadiques ne se limite pas à la seule atténuation du risque d'agression mais couvre aussi une grande variabilité de contextes dans leur expression.
Les relations entre groupes sociaux ont montré que deux troupes se trouvaient à une distance inférieure à 150 m environ une fois toutes les 50 heures d'observation. De telles rencontres inter-groupes se soldaient la moitié du temps par le déplacement d'un des groupes par l'autre ou par un conflit, ce qui prouve qu'il existe une réelle compétition pour les ressources entre les différents groupes. Cependant, dans la moitié des rencontres, les membres des différents groupes n'interagissaient pas du tout entre eux et seuls les mâles influents de chaque groupe exerçaient une surveillance plus poussée qu'en temps normal. Il n'a pas clairement été montré une quelconque forme d'unification ou de coordination des membres d'un groupe à l'encontre de l'autre groupe.

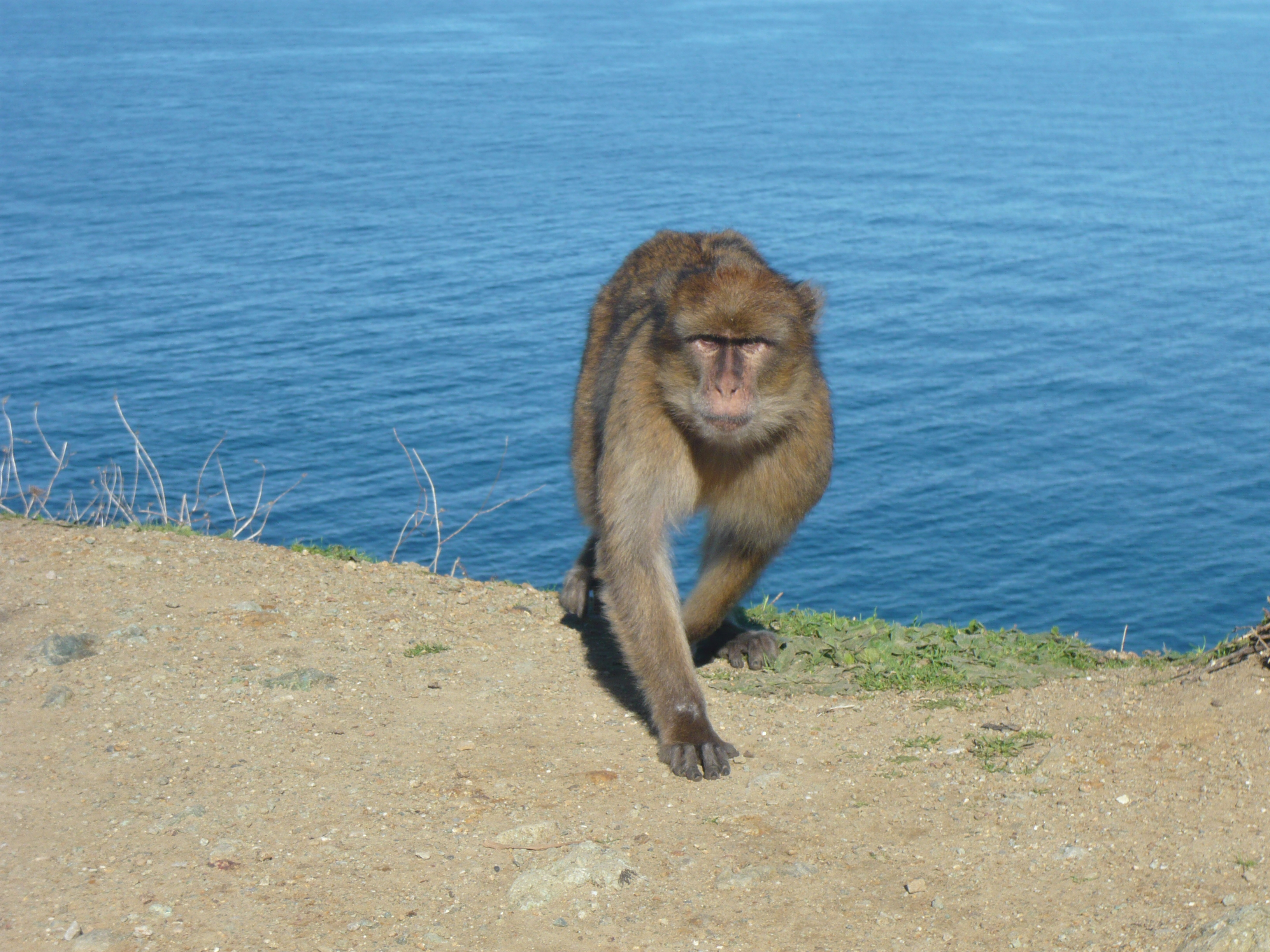
Magot sur les plages d’El Aouana (Algérie).

La scission d'un groupe social en plusieurs groupes fils a été documentée à la fois en milieu naturel et en semi-liberté. En milieu naturel, le processus de scission s'est étalé sur plusieurs mois après que le groupe eut atteint une taille de 76 animaux. Des séparations temporaires avaient eu lieu à 11 reprises lors des deux saisons de rut précédant la séparation définitive en trois sous-groupes de tailles inégales (respectivement de 50, 24 et 13 individus). À l'inverse, la saison des naissances a tendance à ressouder les liens sociaux dégradés pendant la période des accouplements, retardant d'autant la scission définitive. Les femelles adultes ont joué un rôle important dans la scission en initiant rapidement la formation de deux, puis de trois noyaux cohérents de femelles auxquelles se sont rapportés ensuite les autres individus pour constituer des sous-groupes multimâles-multifemelles. Les mâles adultes résidents ont émigré dans une proportion de 35 % dans les groupes avoisinants pendant les mois qu'a duré la scission, la majorité des autres demeurant dans le plus gros des sous-groupes. Un fort contingent de mâles étrangers a, quant à lui, intégré les différents sous-groupes pendant la période.
Après la scission, les individus issus de la même lignée maternelle sont restés ensemble dans les différents sous-groupes. Les données recueillies sur de nombreuses scissions en semi-liberté vont dans le même sens et apportent quelques précisions. Les processus de scission peuvent durer de quelques mois à presque deux ans pour aboutir, le plus souvent à deux sous-groupes. Les scissions sont précédées par des phases de création de sous-groupes périphériques de jeunes mâles adultes (âgés de 8 à 10 ans). Ainsi, la compétition entre mâles peut aussi agir comme une force génératrice de scissions, lorsqu'ils sont rejoints par des femelles. Les femelles qui se séparent du noyau principal sont le plus souvent de rang hiérarchique moyen à faible, mais pas les plus faibles. Le sex-ratio des adultes est généralement très comparable dans les différentes sous-unités créées.

### Reproduction
En raison des contraintes imposées par le climat, et donc par la disponibilité alimentaire, la reproduction est fortement saisonnière chez cette espèce. La saison des accouplements ou rut a lieu principalement en novembre (avec un léger débord sur octobre et décembre) ce qui induit, après 5 mois et demi de gestation, une saison des naissances centrée sur mai (d'avril à mi-juillet). Cette forte saisonnalité des périodes d'accouplement est rare chez les macaques bien qu'il y ait pratiquement toujours des périodes où plus de femelles sont en œstrus au cours de l'année. Ceci n'est pas sans conséquence car quand les périodes de reproduction sont espacées sur toute l'année, un seul mâle peut quasiment monopoliser toutes les femelles à fertiliser tandis que, comme c'est le cas pour le macaque berbère, quand toutes les femelles sont fertiles en même temps de nombreux mâles peuvent prétendre à l'accouplement.

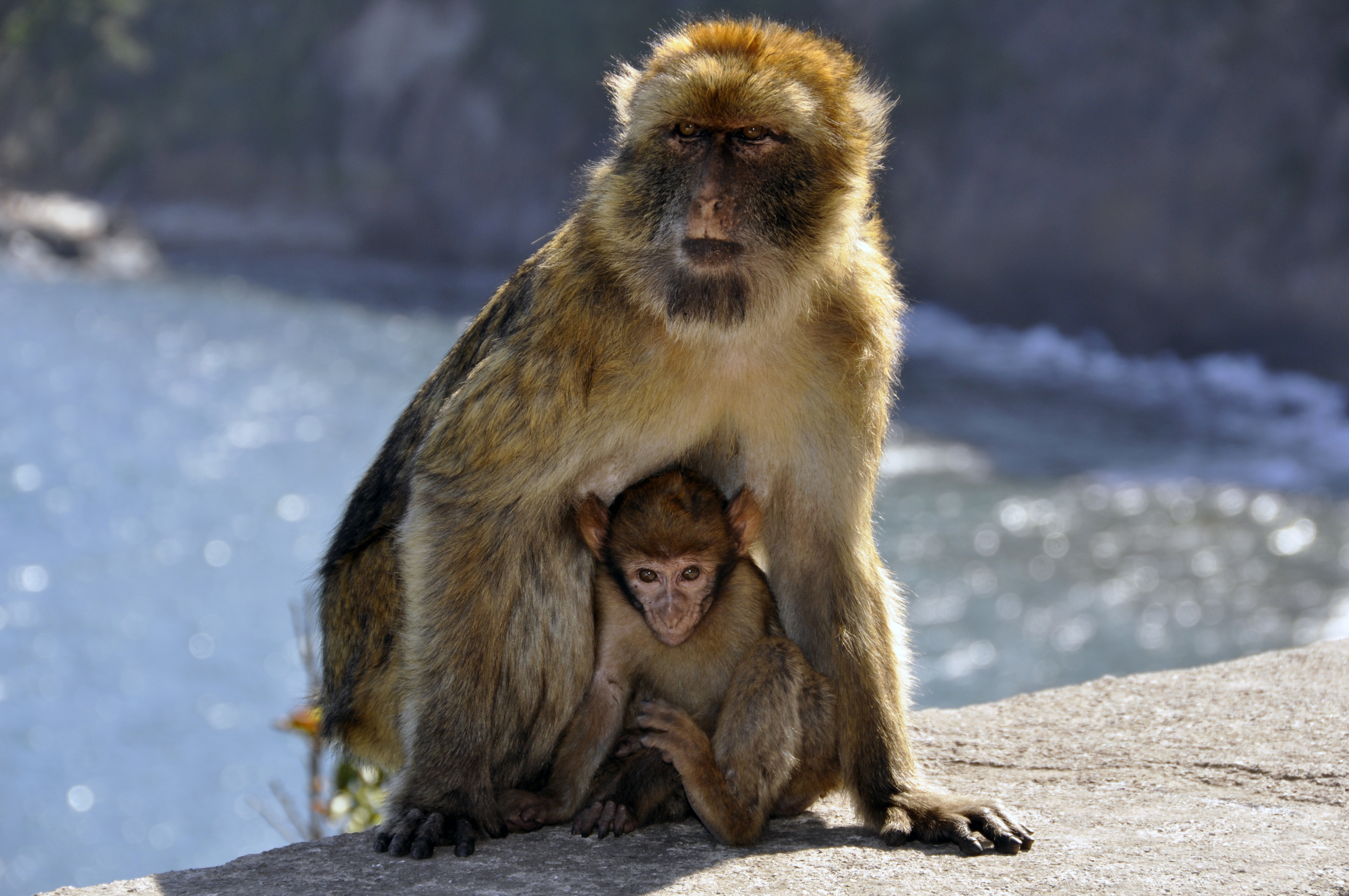
Le nouveau-né présente une coloration plus sombre caractéristique.
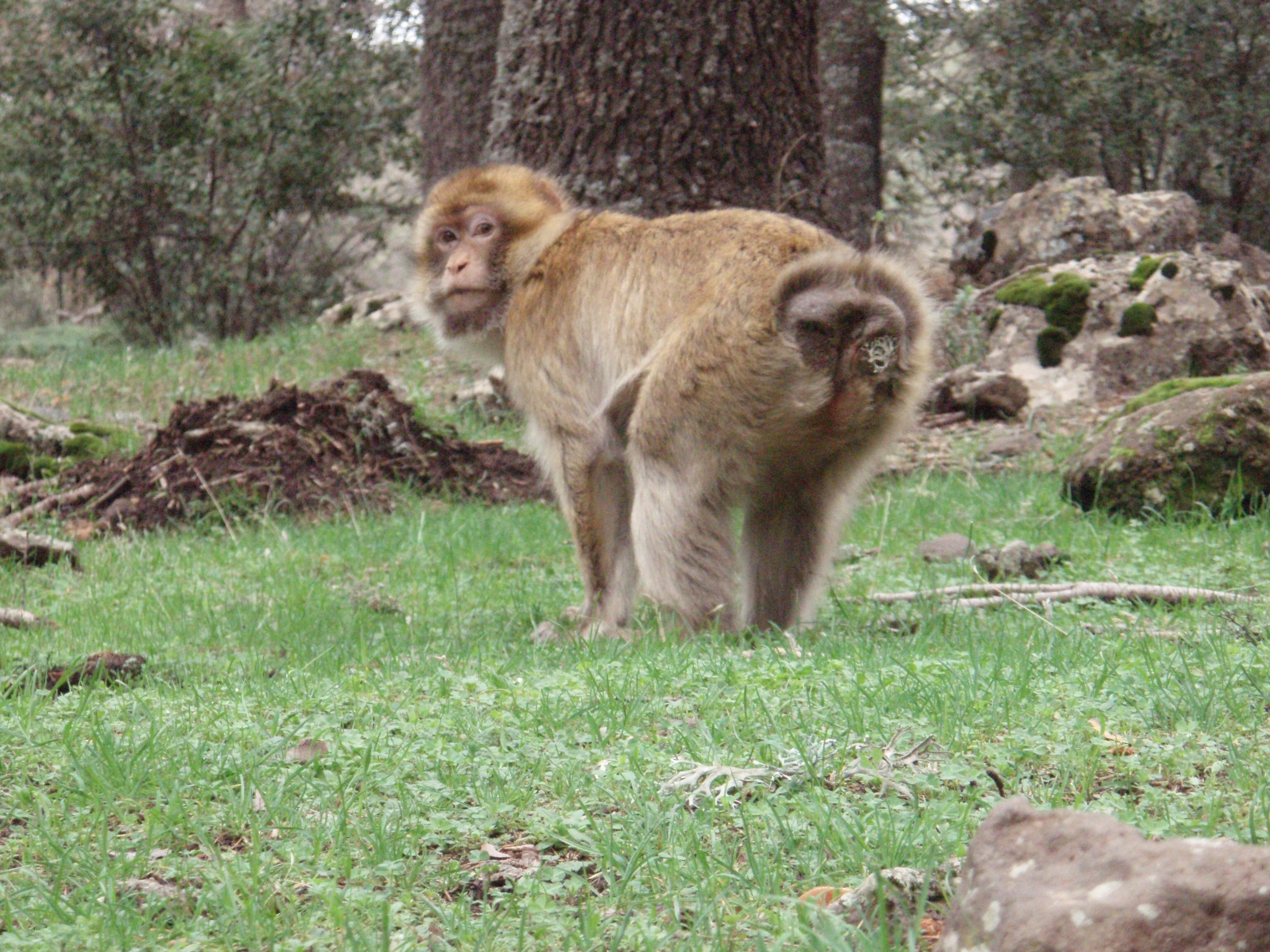
Le macaque berbère possède une queue relictuelle et certaines femelles, après des périodes de gonflements œstraux n'ont plus de queue.
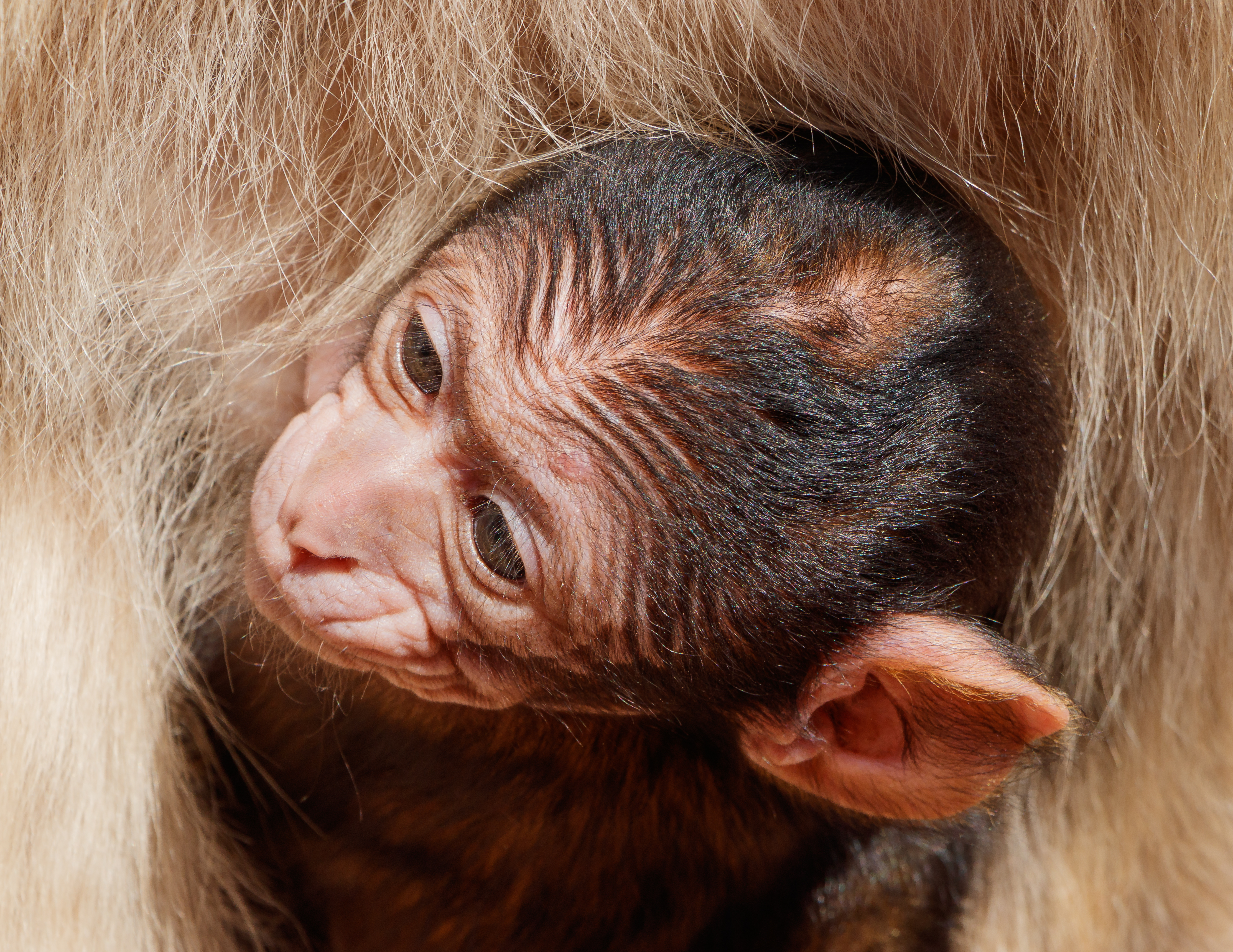
Un petit macaque de Barbarie dans le Vogelpark Steinen (de) en Allemagne.

La relation entre le succès reproductif et le rang social a été bien étudiée chez le magot de Gibraltar. Les résultats montrent que les nombres de paternités et de maternités étaient équitablement répartis parmi tous les individus reproducteurs indépendamment du rang de dominance. De plus, les mâles subadultes se reproduisaient aussi souvent que les mâles adultes pleinement établis, ce qui en fait une particularité du macaque berbère parmi les macaques.
Les traits d'histoire de vie, notamment reproductive, des femelles macaques berbères ont été étudiés principalement en semi-liberté sur des périodes assez longues. Les résultats montrent une relation forte entre la fécondité et l'âge des femelles. La fertilité la plus élevée se rencontre chez les jeunes femelles (7 à 12 ans), puis chez celles d'âge moyen (13 à 19 ans) et enfin elle est la plus basse chez les femelles les plus âgées (20 à 25 ans). Ceci est surtout dû à un intervalle plus long entre les naissances à mesure que les femelles vieillissent. En revanche, les petits des femelles âgées ont le meilleur taux de survie. Les observations comportementales révèlent que les femelles âgées sèvrent leur petit plus tard que les jeunes mères ce qui peut aussi expliquer l'intervalle plus long entre les naissances tout autant que la détérioration de l'état physique des mères avec le temps. La reproduction cesse au milieu de la troisième décennie et le cycle œstrien continue d'avoir lieu de 3 à 4 ans après la naissance du dernier petit. Ces études en captivité permettent de montrer que la sénescence reproductive et la ménopause sont plus fréquentes chez les primates qu'il n'a longtemps été suggéré.
En milieu naturel, le sex-ratio adulte atteint 0,725 et les individus immatures représentent 46,9 % de la population. Le taux de natalité des femelles adultes est de 0,58 petit par an. Le taux de mortalité apparaît relativement faible pour toutes les classes d'âge jusqu'à la vieillesse et ce même en habitat isolé et dégradé.

### Alimentation

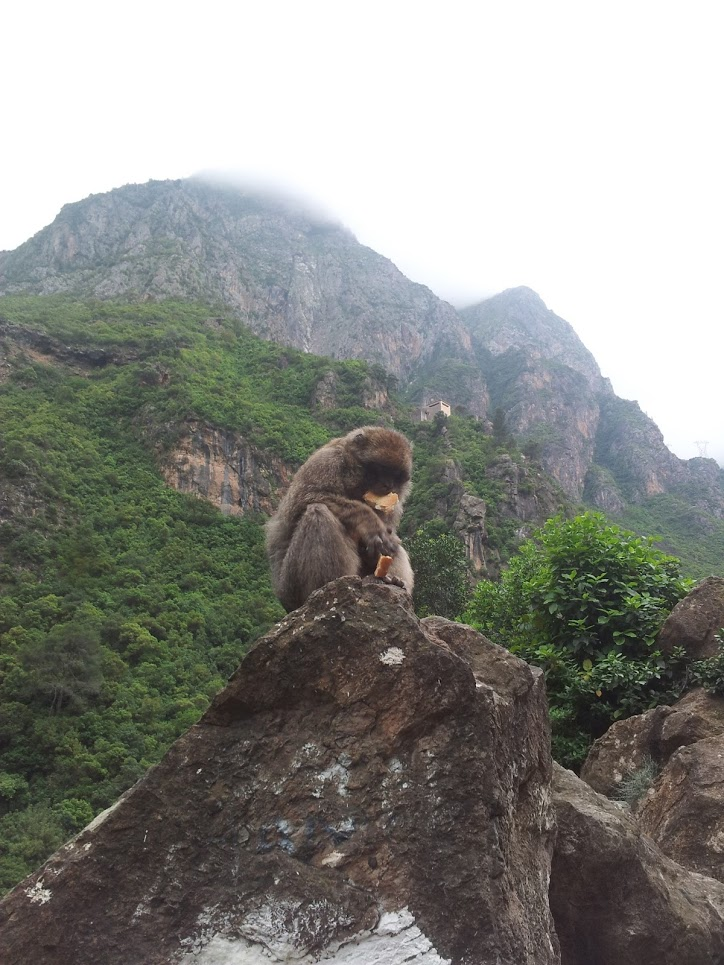
Un magot mâle nourri avec du pain par des touristes dans les gorges de Taskriout-Kherrata (Algérie)

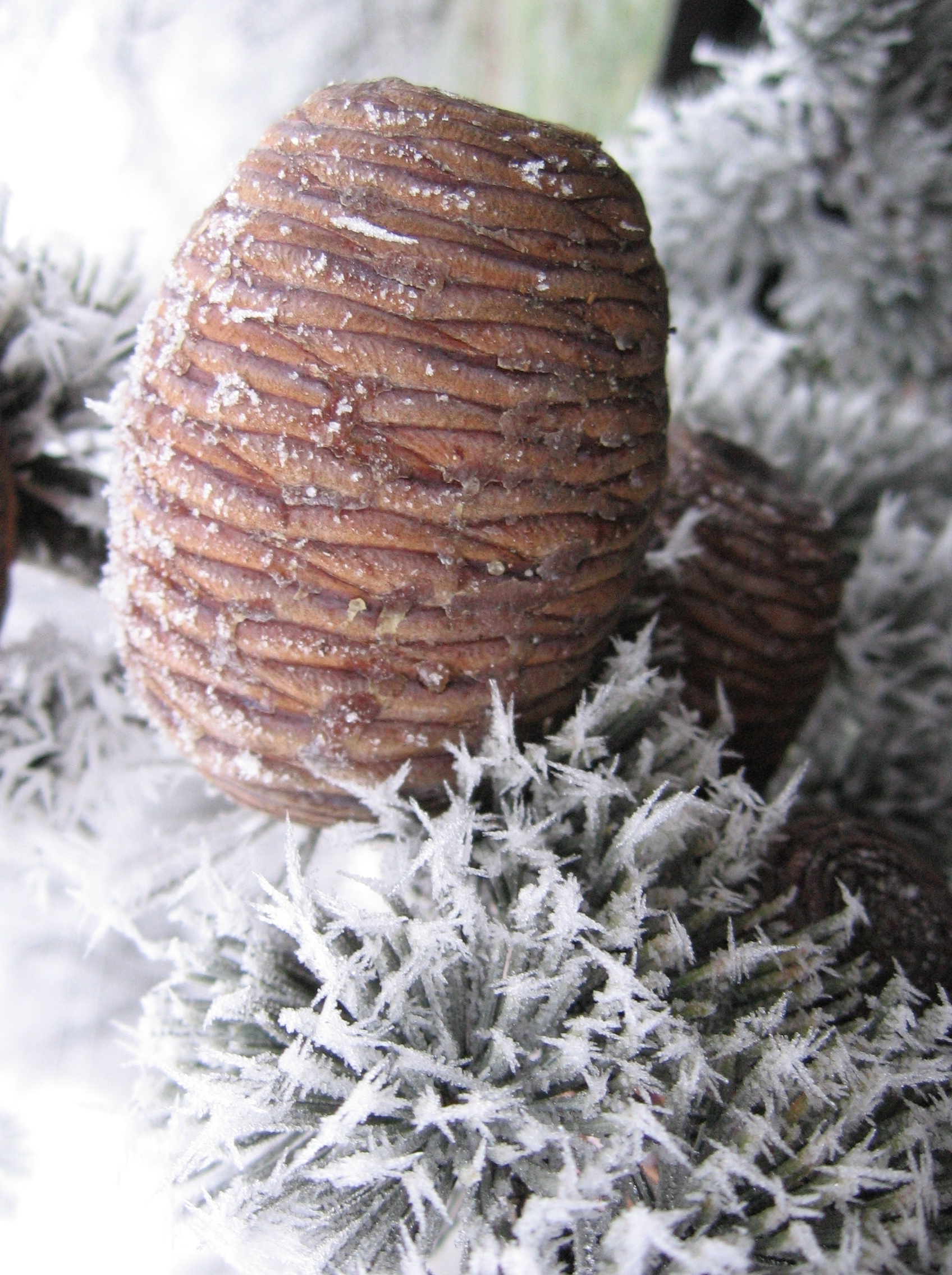
Les cônes de cèdre sont une ressource vitale l'hiver.

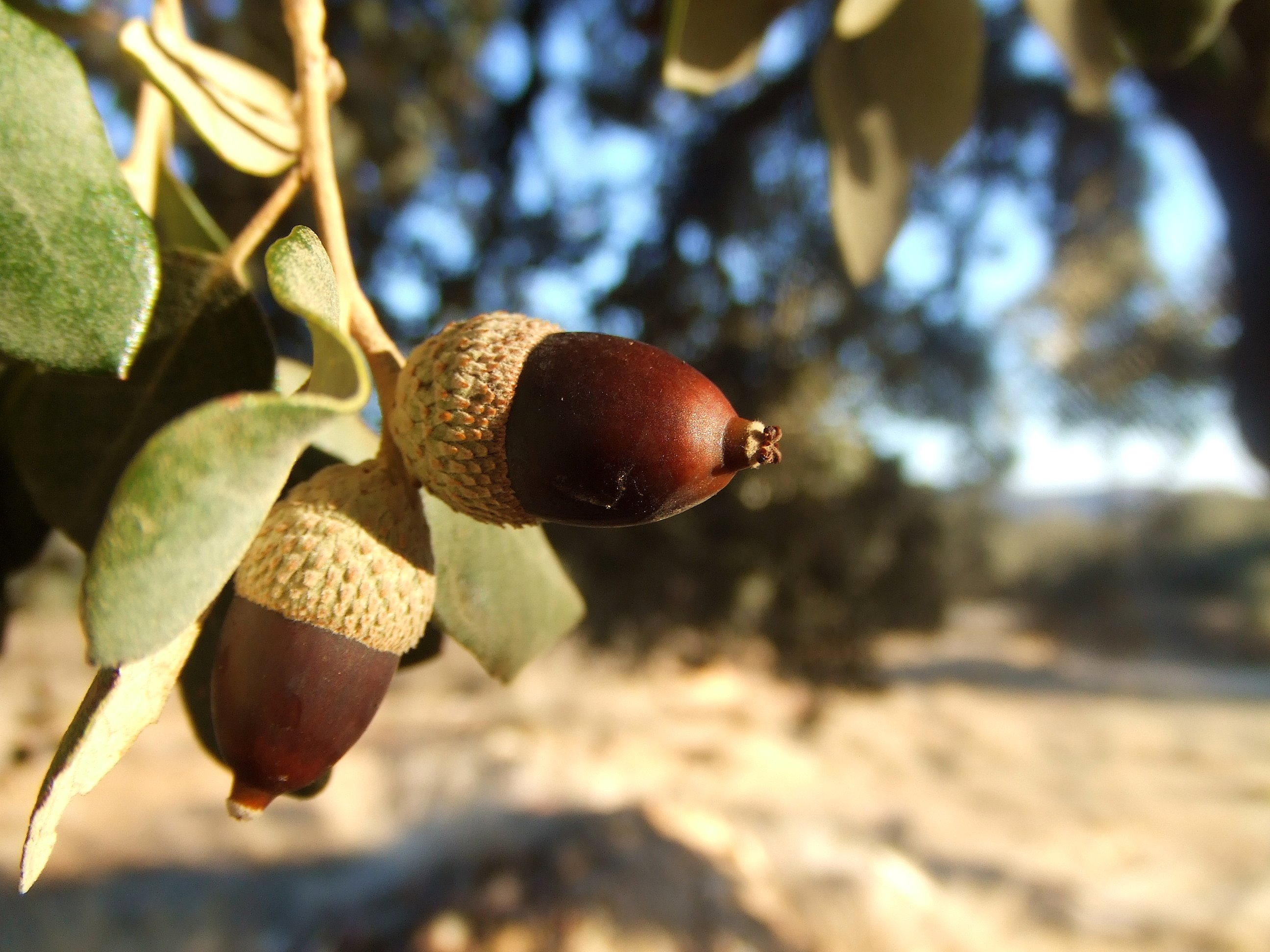
Les glands du chêne vert constituent une part importante du régime alimentaire du macaque berbère.

Le magot se nourrit de glands, d'écorces, de cônes, d'aiguilles de cèdre, de champignons, de bulbes et de proies animales incluant surtout des insectes, d'autres invertébrés (scorpions) et des amphibiens. Le régime alimentaire évolue tout au long de l'année en fonction de la disponibilité alimentaire. Aux abords des zones agricoles, il peut également consommer des fruits, des légumes, des céréales ainsi que d'autres plantes ne figurant pas normalement dans son régime alimentaire, ce qui témoigne de sa grande faculté d'adaptation dans ce domaine.
Le comportement alimentaire du macaque berbère est astreint aux fortes variations saisonnières et d'une population à l'autre, aux variations d'habitat. Une étude a été réalisée sur le courant d'une année sur deux groupes distincts, l'un vivant en forêt persistante mixte cèdraie-chênaie (site de Djurdjura) et l'autre en forêt caduque de chêne (site d'Akfadou). De fortes variations sur le courant de l'année dans le temps de déplacement et de recherche alimentaire, ainsi que la taille des zones prospectées en une journée et le mode de déplacement (au sol ou dans les arbres) ont été constatées dans les deux habitats, ayant une influence sur la dépense énergétique et donc l'effort de prospection. Au début du printemps, où la disponibilité alimentaire est maximale, les individus maximisent leur temps de recherche alimentaire (environ 5 h/jour).
En juin, après le pic des naissances durant la période d'élevage des nouveau-nés, les macaques berbères minimisent leur temps de recherche alimentaire (de 1,6 à 2,7 h/jour) au profit des interactions sociales, quelle que soit la disponibilité alimentaire, qui était basse à l'Akfadou et élevée au Djurdjura. De plus l'effort de prospection étant devenait beaucoup plus élevé à cette période à Akfadou alors qu'il demeurait faible à Djurdjura, ce qui induisait qu'au début de l'été, les magots d'Akfadou étaient en moins bonne condition que ceux de Djurdjura. Aux deux sites, en période de disette, au cœur de l'été et en hiver, les macaques développent deux stratégies différentes. En été, ils accroissent leur effort de prospection tandis qu'en hiver ils le maintiennent relativement bas. Sur les deux sites, les mâles adultes passent plus de temps à se nourrir que les juvéniles et moins de temps dans les interactions sociales.
L'examen des données disponibles sur la distribution et l'abondance du macaque berbère plaide pour une influence plus grande de la taille de l'habitat plutôt que de son type sur la capacité des groupes à puiser la nourriture nécessaire à leur subsistance. Cette espèce s'avère extrêmement éclectique et adaptable dans son alimentation et le facteur anthropique explique davantage la répartition actuelle de l'espèce plutôt qu'une réelle préférence alimentaire ou d'habitat.

## Répartition géographique et habitat
Le macaque berbère est cantonné aux régions montagneuses d'Afrique du Nord (de 800 à 2 200 m) à végétation forestière. Le domaine vital moyen pour un groupe est de l'ordre de 1 à 1,5 km2, mais cette valeur est sujette à forte variation en fonction de la qualité de l'habitat, de son fractionnement et de la densité de population. Des domaines vitaux allant jusqu'à 9 km2 ont été décrits dans certains environnements peu favorables. Son aire de répartition est aujourd'hui très fractionnée et son habitat souvent dégradé notamment en raison de la concurrence avec l'agriculture et l'élevage. Les auteurs latins (e.g. Pline l'Ancien) ou grecs (e.g. Aristote) mentionnent le magot (sous le nom de quadrumane) dans des zones où il est aujourd'hui inconnu et il est probable que cette espèce n'était pas originellement seulement inféodée aux zones montagneuses, mais qu'il s'agit là d'une conséquence de l'action de l'homme et de la compétition avec l'activité agricole.

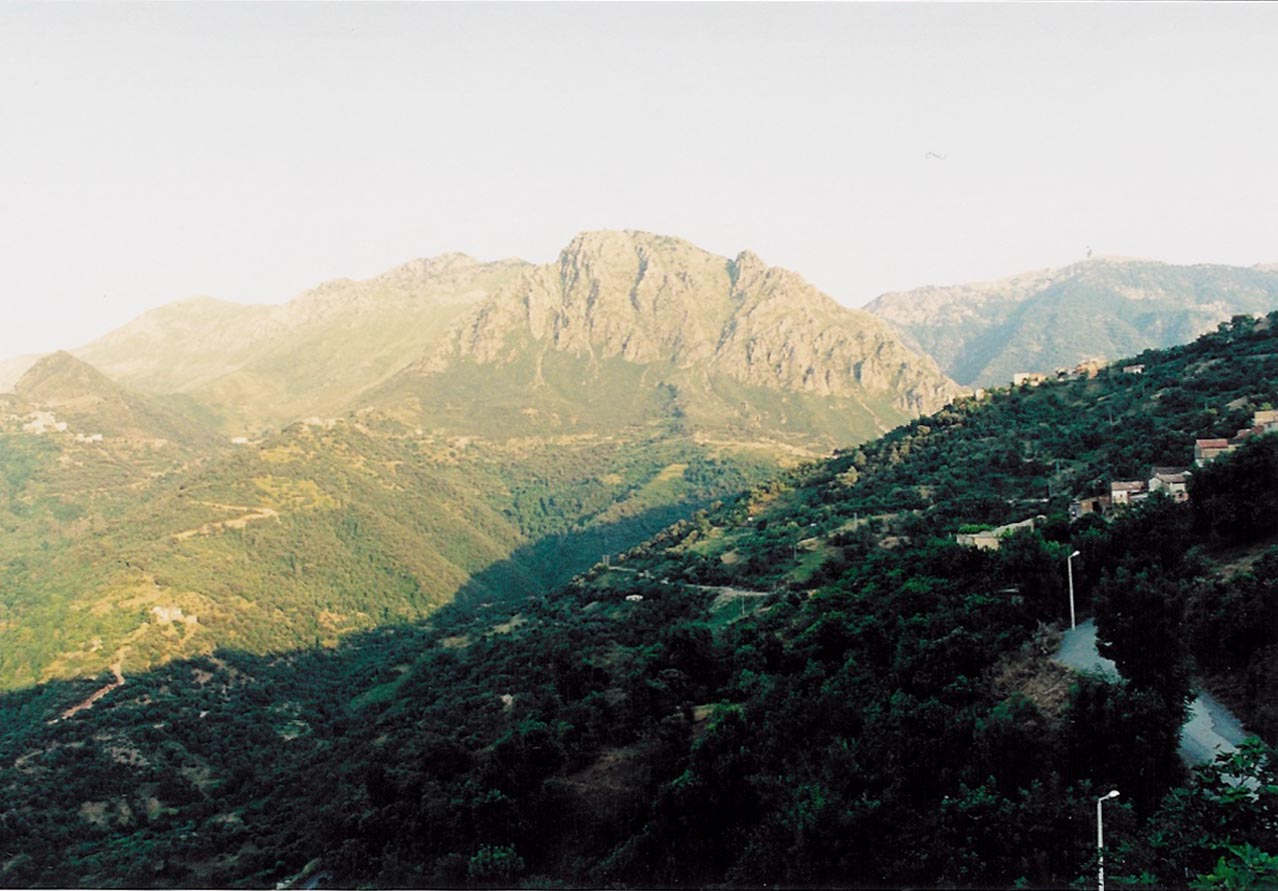
Un exemple d'habitat du macaque berbère dans la région du Djurdjura en Algérie.
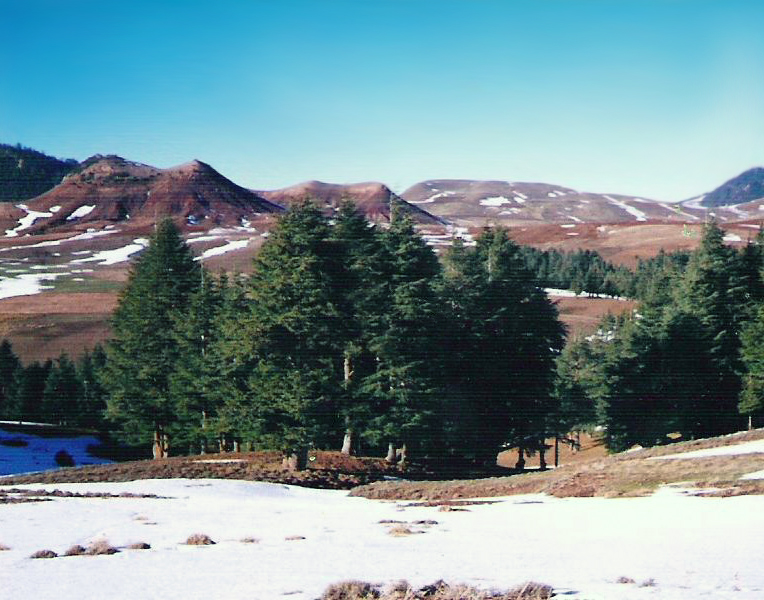
L'habitat peut s'avérer très rude pendant l'hiver, comme ici dans le Moyen Atlas au Maroc.
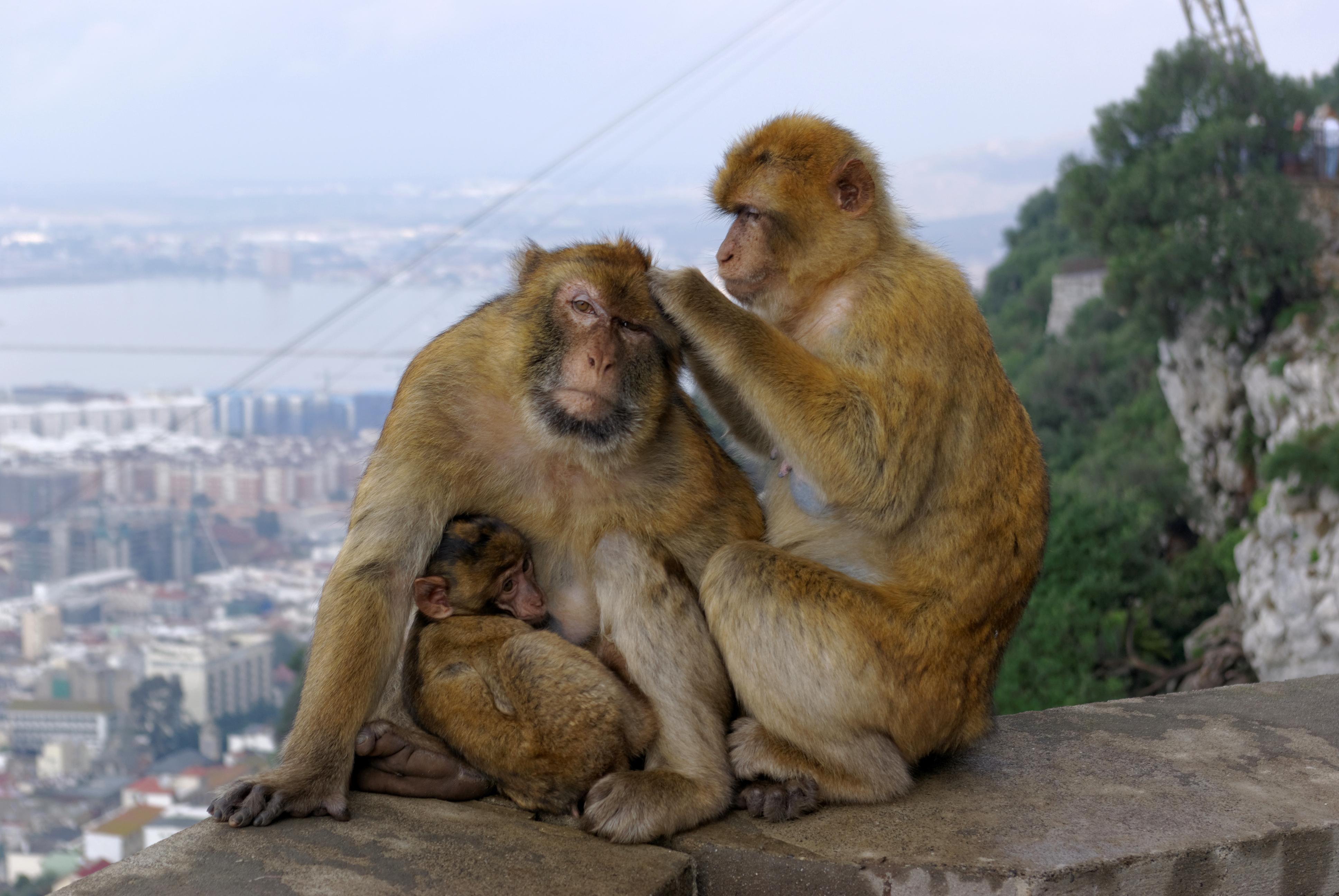
À Gibraltar en 2015.

Une étude scientifique réalisée en 1977 au Maroc et en Algérie a visé à déterminer la distribution effective de l'espèce. En Algérie, des sujets avaient été trouvés seulement dans 7 localités très limitées et disjointes des montagnes de Grande et Petite Kabylie. Ces sites étaient déjà à l'époque très réduits spatialement et localisés dans des zones reculées ou inaccessibles qui n'abritaient que de petites populations. Leur habitat comprenait des forêts mixtes de cèdre de l'Atlas Cedrus atlantica et de chêne vert Quercus ilex, des forêts humides de chêne zéen (Quercus canariensis) et de chêne-liège (Quercus suber) et des gorges et escarpements dominés par la garrigue.
L'habitat marocain se composait de hautes forêts persistantes de cèdre de l'Atlas, de forêts mixtes cèdre/chêne vert et de pures forêts de chêne vert. La distribution dans le Haut Atlas était limitée à la vallée d'Ourika où une petite population relique survivait encore. L'étude mentionne aussi de 5 à 8 petites poches de forêts disjointes dans le Rif, où s'accrochaient de minuscules groupes de macaques.
La qualité de l'habitat, sa fragmentation et l'intensité de l'activité humaine déterminent les caractéristiques démographiques, sociales et le budget temps des individus du groupe. Plusieurs études montrent que dans les forêts dégradées les groupes sont moins nombreux et de plus petite taille, ce qui conduit à une plus faible densité de population. Paradoxalement, dans les forêts dégradées, les animaux allouent moins de temps à la recherche alimentaire (ressources plus concentrées, groupes plus petits) et à la vigilance (individus plus habitués à la présence humaine). Ils passent plus de temps à se reposer et sont plus fréquemment impliqués dans les activités de toilettage. À partir d'un seuil critique de taille de groupe, la population décline. Néanmoins, une étude réalisée dans l'habitat marginal du Rif a montré que les caractéristiques démographiques des groupes qui s'y maintenaient sont comparables à celles des groupes vivant dans l'environnement plus favorable du Moyen Atlas à l'exception du domaine vital (5 fois plus grand) et de la taille des groupes (plus petits).

### Population

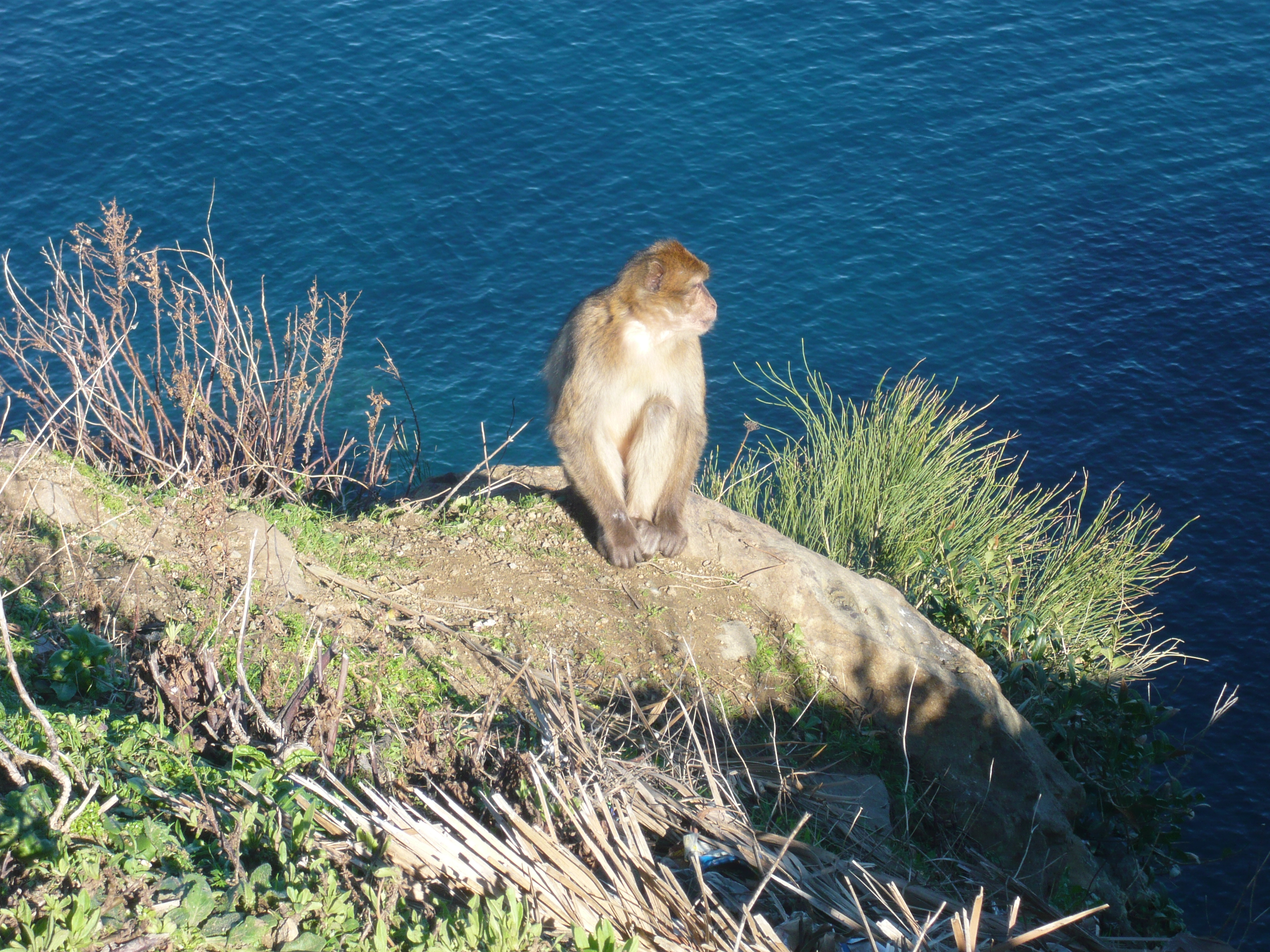
Macaque berbère de Taza sur un rocher à Ziama (Algérie).

Le macaque berbère était autrefois répandu sur toute l'Afrique du Nord et peut-être une partie de l'Europe méridionale (Procope évoque par exemple des "singes" dans sa description de la Corse) mais voit sa population aujourd'hui réduite sur quelques zones montagneuses isolées du Maghreb. En 2019, des chercheurs ont découvert non loin de Rotterdam au bord de la mer du Nord deux dents et un fragment de mâchoire vieux de 115 000 à 126 000 ans ayant appartenu à des singes macaques de l'espèce Macaca Sylvanus.
En 1977, en Algérie seulement deux des sept régions où le magot était présent (Guerrouch et Akfadou) hébergeaient des populations de taille raisonnable. Mais, même sur ces sites, l'abondance n'approchait pas celle de la zone centrale du Moyen Atlas au Maroc. L'étude mentionne que l'aire de répartition était plus étendue par le passé et nous avons plusieurs éléments qui prouvent que les zones actuelles d'habitat du macaque berbère sont encore plus réduites et plus perturbées, notamment au Maroc, encore relativement préservé en 1977. À cette date, l'Algérie abritait 23 % (soit un maximum de 5 500 individus) du nombre total de macaques berbères sauvages survivant en Afrique du Nord.
Au Maroc, en 1977, l'essentiel de la population se concentrait dans le Moyen Atlas, représentant 65 % de la population totale (soit 14 000 individus maximum) à l'époque. Les poches relictuelles du Rif et du Haut Atlas n'abritaient à cette époque déjà plus que 12 % des macaques berbères sauvages (soit 2 600 individus maximum). On les estimait, autrefois, à plusieurs centaines de milliers.

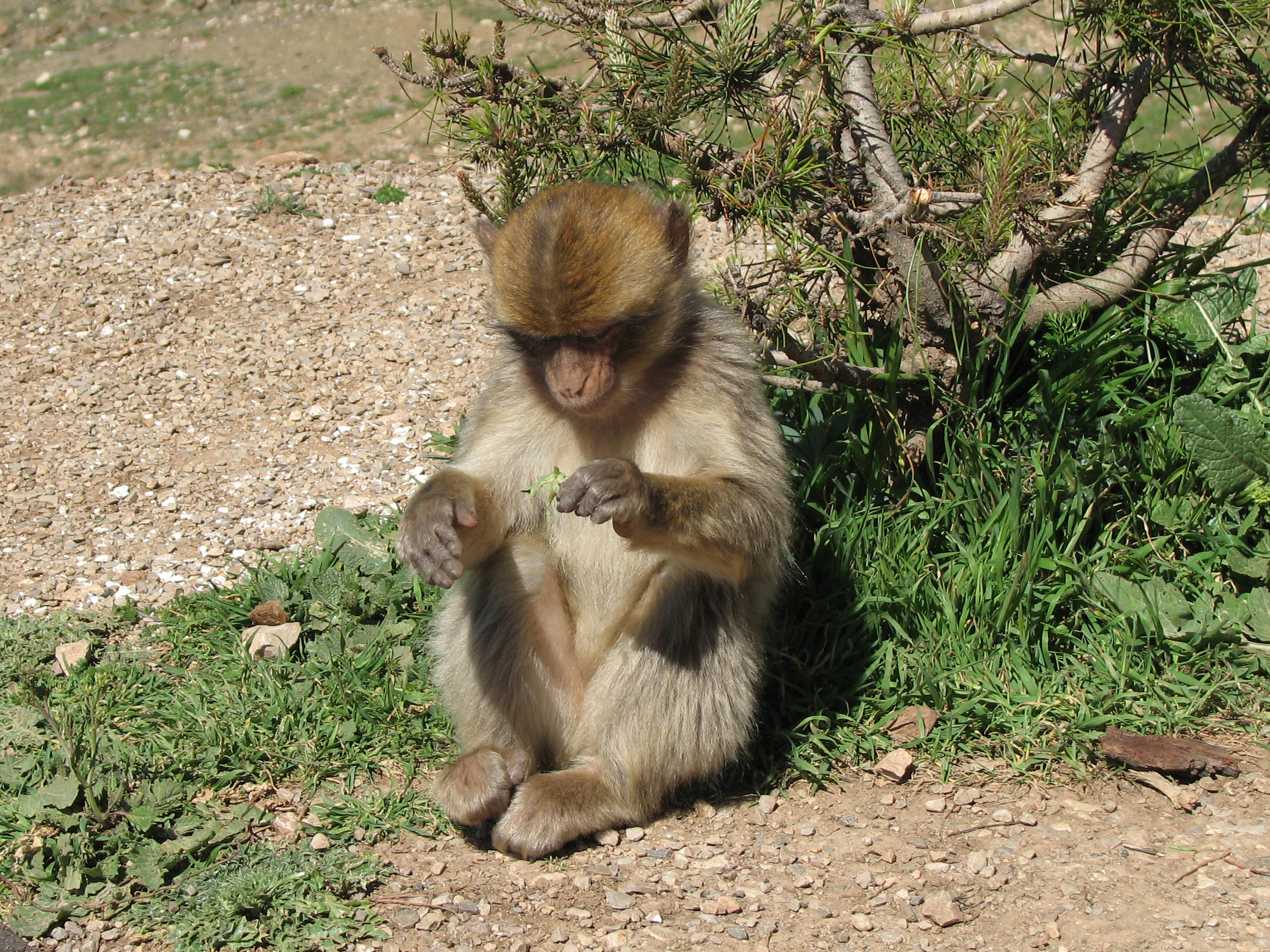
Macaque berbère du Moyen Atlas.

Une étude plus récente (mais moins précise et systématique) de 2005 estime le nombre de macaques berbères survivants à 10 000 individus, soit une régression de plus de 50 % en moins de trente ans (l'estimation dépassait les 22 000 en 1977). Une autre de 2007 dans la région de Djebala atteste de la régression d'effectif entre 1980 et 2004. De 2000 à 2008, le macaque berbère est passé d'« espèce vulnérable » à « espèce en danger » dans la Liste rouge de l'UICN. Cette espèce est donc menacée, surtout en raison de la destruction de son habitat naturel. Les effectifs sauvages dans des régions non perturbées sont en fort déclin. Les populations existantes vivent dans des habitats grandement modifiés par l'Homme. Les magots sont régulièrement capturés pour être vendus (on estime à environ 300 bébés, arrachés aux bras de leur mère, au Maroc, chaque année) ou même tués.
En milieu naturel, la densité de population rapportée est de 6,73 individus/km2 mais est très dépendante de la qualité de l'habitat.
Une étude génétique des populations montre que les deux souches, marocaine et algérienne, sont séparées depuis une période déjà longue (environ 1,6 million d'années) et que les populations du Rif semblent avoir été secondairement réintroduites à partir d'une souche algérienne.
Il reste de 10 000 à 12 000 singes magots au Maroc. En 1975, ils étaient 17 000 pour la seule région du Moyen Atlas où l’on en compte désormais moins de 5 000.

#### Présence à Gibraltar
Le macaque de Barbarie de Gibraltar est la seule population sauvage de macaques du continent européen qui, contrairement à celles de leurs congénères d'Afrique du Nord, grossit. Actuellement[Quand ?], près de 300 macaques, répartis en 5 groupes, occupent la partie supérieure du Rocher  dans la réserve naturelle, bien que des excursions occasionnelles en ville entraînent des dommages à certaines propriétés. La population locale les appelle monos (« singe ») en espagnol ou en llanito.